# Weltreligion

Die Welt: vorherrschende Religionen nach Staaten

Die Religionen und Weltanschauungen können in wenige größere Gruppen geteilt werden. Die Religionen mit den meisten Anhängern sind Christentum, Islam, Hinduismus, Buddhismus; ein großer Anteil ist auch konfessionslos. Die großen Religionen werden eingeteilt in abrahamitisch, abgeleitet von Abraham, wo man an einen Gott glaubt, und dharmischen Religionen, abgeleitet von Dharma, wo man meist an mehrere Götter glaubt.
Im 18. Jahrhundert begann man, Religionen und Weltanschauungen in größere Gruppen einzuteilen.

## Verbreitung
Weltweite prozentuale Anteile der Religionen nach Anhängern 2015
| Maximale Ausdehnung der Einflussbereiche der einzelnen Religionen um 1500: |                         |  |             |
|                                                                            | Islam                   |  | Christentum |
|                                                                            | Hinduismus              |  | Buddhismus  |
|                                                                            | Daoismus/Konfuzianismus |  | Judentum    |

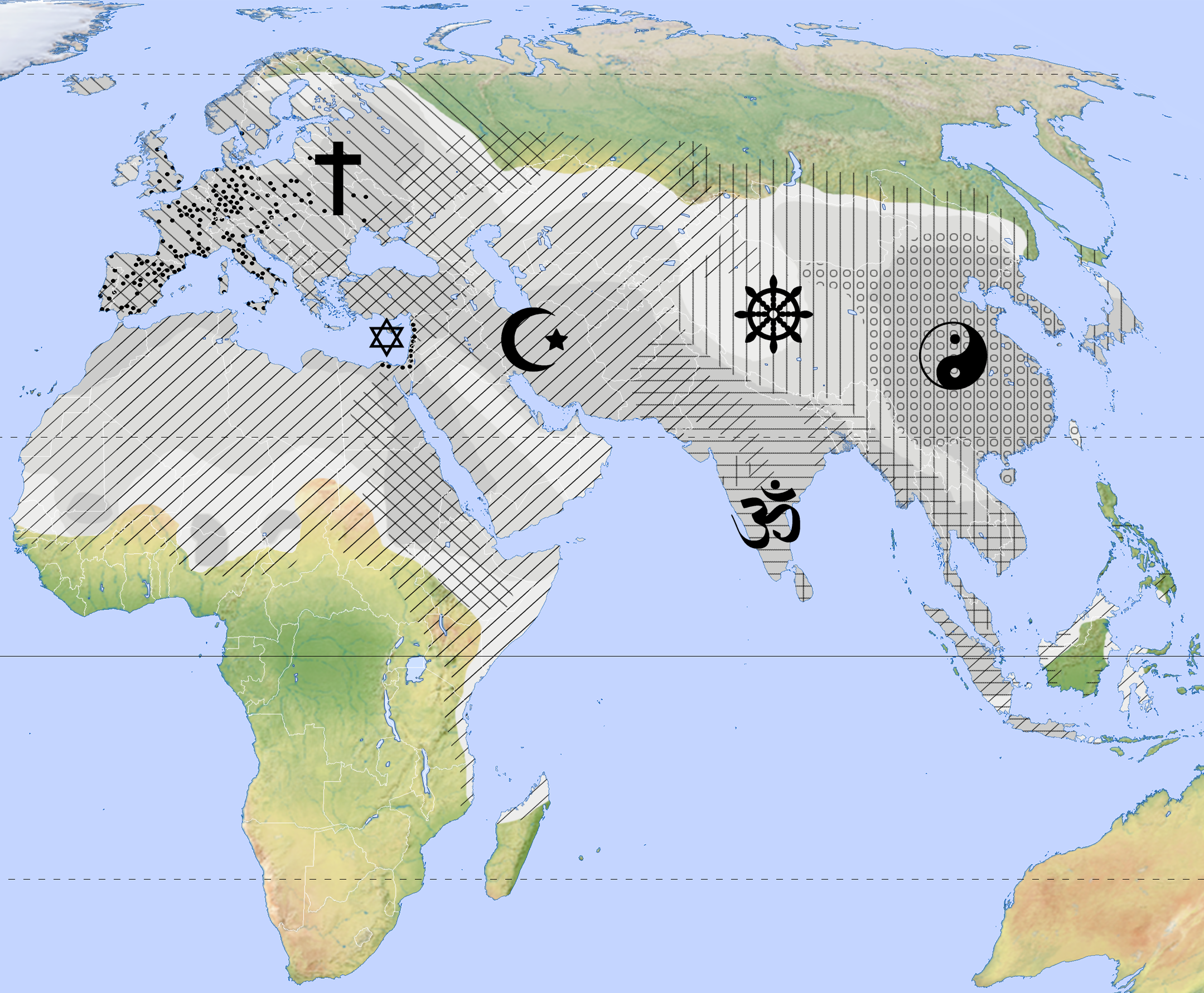
Verbreitung der Weltreligionen bis zum Beginn der Neuzeit um 1500:
----
Kerngebiet der Weltreligionen im Laufe des Mittelalters
----

Die fünf Religionen, welche am häufigsten als Weltreligionen bezeichnet werden und zusammen etwa 5,8 Milliarden Mitglieder aufweisen (2015), sind nicht die fünf Religionen mit den meisten Anhängern. Mehr Anhänger als das Judentum haben Shinto, Daoismus, Voodoo und Sikhismus. Ein bedeutender Teil der Weltbevölkerung ist zudem Anhänger gar keiner Religion.
|             | 2015 | 2010  | 2005  |
| ----------- | ---- | ----- | ----- |
| Christentum | 2,3  | 2,3   | 2,1   |
| Islam       | 1,8  | 1,6   | 1,3   |
| Hinduismus  | 1,2  | 0,94  | 0,85  |
| Buddhismus  | 0,5  | 0,46  | 0,375 |
| Judentum    | 0,01 | 0,015 | 0,015 |

Anm.: Die Zahlen von 2015 stammen aus einer anderen Quelle und fallen daher vergleichsweise niedrig aus.
Der jüdische Glaube hat ein universelles Selbstverständnis und eine große kulturprägende Bedeutung, da Christentum und Islam ihm entstammen. Trotzdem fällt das Judentum zahlenmäßig stark von den anderen hier genannten Weltreligionen ab. Während Christentum und Islam aktive Missionierung betreiben, findet dies im Judentum aus verschiedenen religions- und kulturgeschichtlichen Gründen nicht statt. Auch im Buddhismus und Hinduismus gibt es keine aktive Missionierung. Eine Konversion zu diesen Religionen ist dennoch möglich. Die religiöse Institutionalisierung ist in Hinduismus und Buddhismus zudem nur relativ wenig ausgeprägt. Außerdem werden in Islam und Christentum pro Frau die meisten Kinder geboren.

## Weltreligion

Symbole der „Weltreligionen“: im Uhrzeigersinn, Judentum, Islam, Buddhismus, Hinduismus, Taoismus, Christentum.

Bei der Bezeichnung Weltreligion handelt es sich um einen Begriff, der vielfältige Religionen in ein grobes Raster einordnet, die sich beispielsweise durch die hohe Anzahl ihrer Anhänger, die überregionale Verbreitung und/oder ihren universalen Anspruch auszeichnen, vor allem aber ihren Einfluss auf (oder ihre Bedeutung für) die Kulturgeschichte der Menschheit.
Theologische Reflexion und metaphysische Spekulation gehören zum Wesen einer Weltreligion. Bei den meisten Weltreligionen haben sich im Laufe der Zeit religiöse Institutionen herausgebildet. Zu der Frage, wie viele Anhänger eine Religion haben muss, um als Weltreligion zu gelten, gibt es keinen Konsens. Verschiedentlich wird auch das Alter einer Religion als Kriterium genannt. Demnach werden im 20./21. Jahrhundert entstandene Religionen als „neue religiöse Bewegungen“ bezeichnet. Eine klare Definition ist schwer zu leisten. Daher sind Auflistungen der Weltreligionen stets einer gewissen Willkür unterworfen. In der Religionswissenschaft wird die Anwendung des Begriffes vermieden, um Definitionsproblemen zu entgehen.
Die folgenden fünf existierenden Religionen werden im deutschen Sprachraum im Allgemeinen als Weltreligionen bezeichnet:
- Christentum
- Islam
- Hinduismus
- Buddhismus
- Judentum

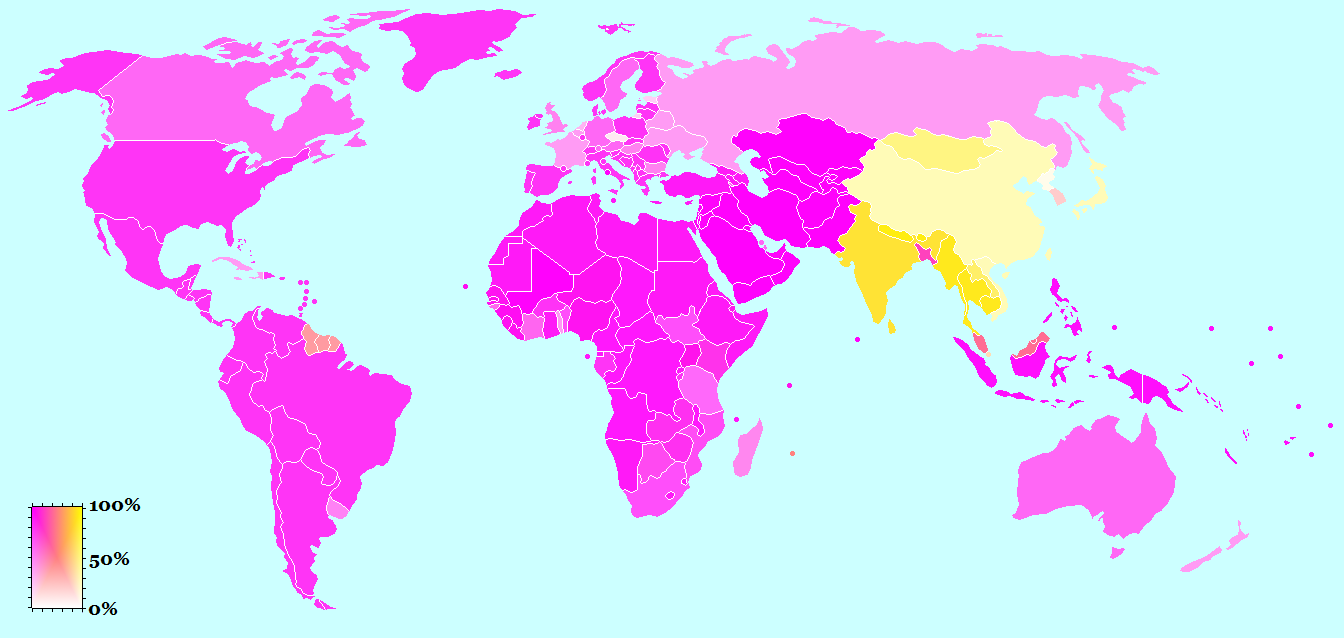
Staaten mit vorherrschend abrahamitischen (rosa) oder dharmischen (gelb) Religionen

Die Weltreligionen lassen sich nach Verwandtschaft unterteilen in:
- die abrahamitischen Religionen (abgeleitet von Abraham): Christentum, Islam und Judentum (alle sind monotheistisch)
- die dharmischen Religionen (abgeleitet von Dharma): Hinduismus und Buddhismus (i. d. R. nicht monotheistisch)

## Universalreligionen
Eine ganz enge Auffassung des Begriffes Weltreligion würde nur den Buddhismus, das Christentum und den Islam umfassen, die bisweilen als Universalreligionen bezeichnet werden: Ihr universeller Geltungsanspruch war bereits bei Gründung der Religion präsent, eine weltweite Verbreitung liegt vor, die Anzahl der Anhänger ist sehr hoch und die Religion ist bereits sehr alt.
Aufgrund dieses Anspruchs kann jeder Interessierte einer Universalreligion beitreten. Da keine Verbindung mit Verwandtschaftsstrukturen vorliegt, ist keine Zugehörigkeit zu einem bestimmten Stamm, Klan oder Volk erforderlich. Die wesentlichen Inhalte dieser Religion sind kanonisiert und liegen als Heilige Schrift vor (siehe auch: Buchreligion).

## Volksreligionen
Die beiden Weltreligionen Hinduismus und Judentum werden manchmal auch Volksreligionen genannt. Weitere Volksreligionen sind beispielsweise der Daoismus bzw. chinesischer Universalismus und Shintoismus. Die Volksreligionen werden auch den ethnischen Religionen zugerechnet, obwohl dieser Begriff zumeist nur für die kleinen lokalen Religionen indigener und traditioneller Gesellschaften verwendet wird. Sie alle sind sehr stark an ein bestimmtes Volk und seine Kultur gebunden. Es besteht kein missionierender Anspruch, oft werden nicht einmal eine Liste der Mitglieder geführt, damit kann man auch nicht offiziell „beitreten“.

## Erweitertes Begriffsschema
- Daoismus (Zahl der Anhänger in fünf Staaten schwer erfassbar, da meist mit anderen Religionen vermischt; etwa 8 Mio. in Taiwan, je nach Schätzung bis zu 60 Mio. in der Volksrepublik China; die Encyclopædia Britannica gibt nur knapp 3 Mio. an)
- Bahaitum (etwa 7 Mio. Anhänger, weltweite Verbreitung)
- Konfuzianismus (etwa 6 Mio. Anhänger)

Viele Wissenschaftler zählen aufgrund seiner großen Bedeutung in China und Korea auch den Daoismus zu den Weltreligionen. Die Einordnung des Konfuzianismus ist insofern umstritten, als der religiöse Konfuzianismus nicht sehr viele Anhänger aufweist. Es wird auch darauf hingewiesen, dass das westliche Verständnis von Religion beim Konfuzianismus (der primär eine Sittenlehre ist) ohnehin nicht greift. Vereinzelt wird als weitere Universalreligion jene der Bahai aufgeführt (jedoch nur von Autoren, die nicht alle Religionen, die nach dem Sikhismus entstanden sind, grundsätzlich als „Neue religiöse Bewegungen“ klassifizieren). Ohne Zweifel handelt es sich bei den Bahai um eine Religion mit universellem Anspruch, religiösen Institutionen, Heiliger Schrift etc. Beim Sikhismus wird der universelle Anspruch in Zweifel gezogen.
Dies zeigt, dass der Begriff „Weltreligion“ nicht sehr trennscharf ist und unterschiedlich angewandt wird. In der Religionswissenschaft wird der Begriff Weltreligion aus diesem Grunde immer mehr ersetzt durch Religionen der Welt. Dieser orientiert sich primär an der Anzahl der Anhänger und schließt schriftlose Religionen nicht aus.

## Forschungsgeschichte

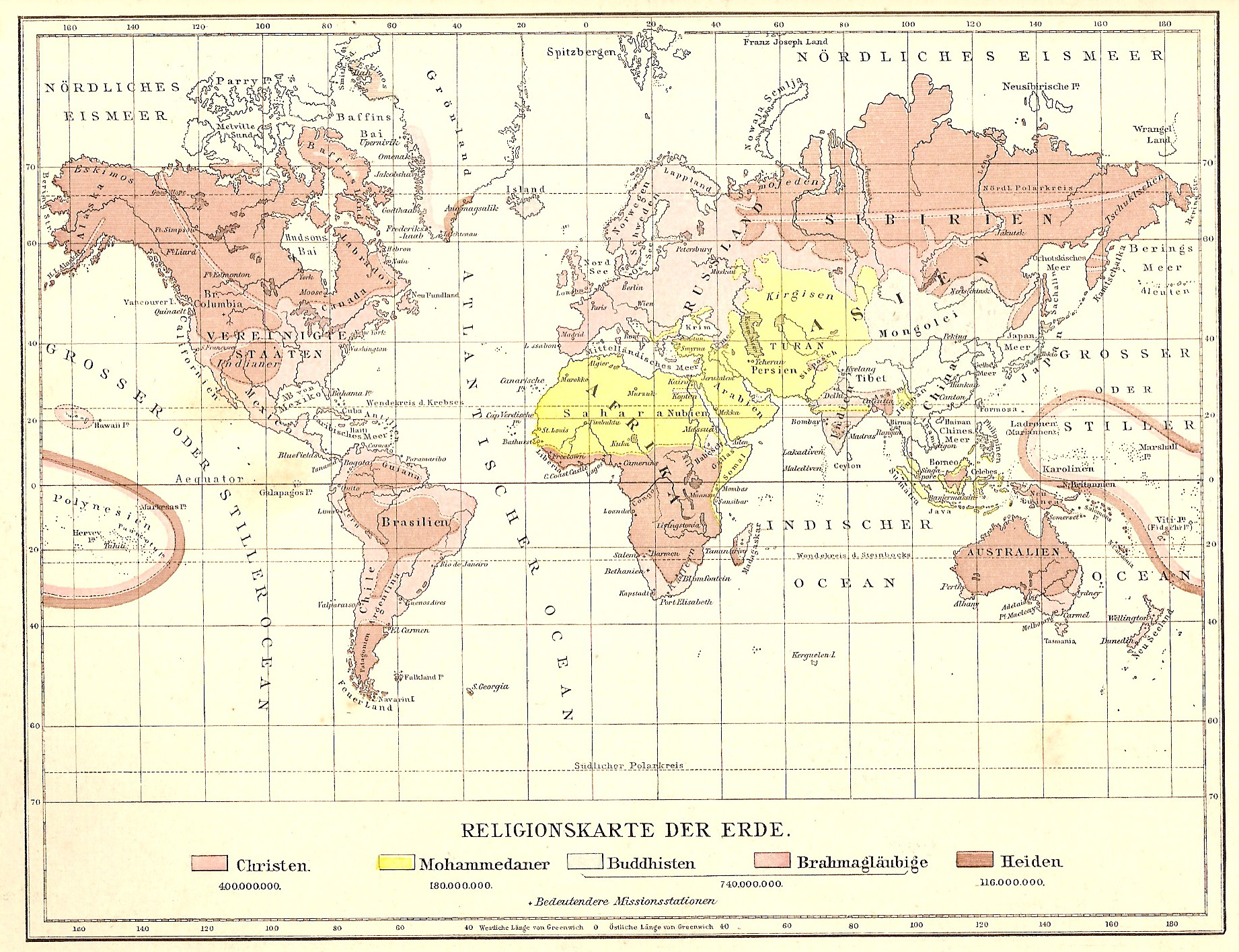
Die Religionskarte von 1881 aus Andrees Handatlas unterschlägt das Judentum und fasst alle, die keine Brahmagläubigen (Hindus), Buddhisten, Mohammedaner oder Christen sind, als Heiden zusammen.

Erste Ansätze, auch Religionen außerhalb der drei klassischen „abrahamitischen“ Religionen einen vergleichbaren Status anzuerkennen, wurden bereits 1893 geschaffen. Das Erste Parlament der Weltreligionen (First Parliament of the World’s Religions) war ein internationaler interreligiöser Kongress, der vom 11. bis 27. September 1893 in Chicago, Illinois, tagte. Das Zusammentreffen von Repräsentanten aller großen Weltreligionen an einem Ort war in dieser Größe bis dato nie dagewesen und einzigartig. Vorrangige Intention war der friedliche Dialog der großen Weltreligionen Judentum, Christentum, Islam, Hinduismus, Taoismus, Konfuzianismus, Zoroastrismus, Shintoismus, Buddhismus und Jainismus.
Der Soziologe Max Weber definiert 1915 fünf Weltreligionen: die konfuzianische, hinduistische, buddhistische, christliche und islamische Ethik. Als sechste Religion komme das Judentum mit hinzu, weil es für das Verständnis der beiden letzten Religionen wichtig sei. Auf den Daoismus geht er ein, jedoch bezeichnet er ihn als Heterodoxie (Andersglaube, Häresie) zum Konfuzianismus.
Der Philosoph Walter Benjamin stellte 1921 als erster die These auf, dass es sich beim Kapitalismus um eine Religion handelt, dem damit der Status einer Weltreligion zukäme: „Im Kapitalismus ist eine Religion zu erblicken, d. h. der Kapitalismus dient essentiell der Befriedigung derselben Sorgen, Qualen, Unruhen, auf die ehemals die sogenannten Religionen Antwort gaben“. Er benennt dann vier Merkmale. Zum einen sei der Kapitalismus „eine reine Kultreligion, vielleicht die extremste, die es je gegeben hat“, er kenne „keine spezielle Dogmatik, keine Theologie“.  Das zweite Merkmal ist die „permanente Dauer des Kultes“. Benjamins Ansatz wird vor allem im Zuge von Religions- und Sozialkritik oder der Schulbildung rezipiert, dennoch wird der Kapitalismus selten in einer Systematik von Weltreligionen berücksichtigt – wohl gerade wegen den von Benjamin beschriebenen Mängeln.
Einen wesentlichen Beitrag lieferte der Religionswissenschaftler Gustav Mensching (1901–1978), der 1938 betont, dass in der Frühgeschichte des Menschen die Volksreligionen, die sich auf Familie, Sippe, Stamm oder Volk begrenzen, vorherrschend waren. Erst wenn sie den „Menschen schlechthin und nicht den bestimmten Volksgenossen“ ansprechen, werden sie zur Universal- oder Weltreligion. Universalreligionen würden den Einzelnen in einer „generellen und existentiellen Unheilssituation“ sehen, aus der er befreit bzw. erlöst werden möchte. Im Gegensatz zu den kollektiv orientierten Frühzeitreligionen seien die Weltreligionen stärker auf das Individuum ausgerichtet. Für Mensching haben fünf Religionen diesen Status erreicht: Judentum, Christentum, Islam, Hinduismus und Buddhismus. In dieser Aufzählung werden die Weltreligionen am häufigsten genannt.
Der Indologe Helmuth von Glasenapp geht 1963 von acht „ethischen Hochreligionen“ (Hinduismus, Jainismus, Buddhismus, chinesischer Universismus, Parsismus, Judentum, Christentum und Islam) aus, von denen er fünf als Weltreligion beschreibt (Hinduismus, Buddhismus, den chinesischen Universismus, Christentum und Islam), da sie „zusammen neun Zehntel der religiösen Menschheit ausmachen“. Den Sikhismus betrachtet er als hinduistische Reformsekte. Unter dem Begriff „chinesischer Universismus“ fasst er Konfuzianismus und Daoismus (sowie andere relevante Aspekte der chinesischen Religiosität) zusammen.
Der Theologe Gerhard Wehr geht 2002 von sieben Weltreligionen aus (Christentum, Judentum, Islam, Hinduismus, Buddhismus, Daoismus und Konfuzianismus). Er sieht Weltreligionen als Kontrapunkt zu den sogenannten „Natur- und Stammesreligionen“, die keine Trennung zwischen Gott und Welt und keine Häresie (Ketzerei) kennen. Eine genaue Begründung zur Auswahl der Religionen bringt Wehr nicht.
Der Religionswissenschaftler Manfred Hutter beschreibt 2005 ebenfalls sieben Weltreligionen (Buddhismus, Judentum, Christentum, Daoismus, Islam, Bahai und Hinduismus). Den Konfuzianismus schließt er aus, da die Anhängerzahl des religiösen Konfuzianismus zu gering sei. Den Sikhismus führt er nicht auf, da er den universellen Geltungsanspruch vermisst. Hutter weist darauf hin, dass der Begriff Weltreligion kein religionswissenschaftlicher, sondern ein (weitgehend verständlicher) Begriff des alltäglichen Sprachgebrauchs ist.